# Jo O'Meara
Joanne Valda O'Meara, meglio conosciuta come Jo O'Meara (Rush Green, 29 aprile 1979), è una cantante, ballerina e attrice inglese.
Nota inizialmente come componente del gruppo pop S Club 7, dopo lo scioglimento del gruppo nel 2003 ha avviato una carriera da solista.

## Biografia

### Gli esordi
Jo O'Meara è nata il 29 aprile 1979 a Rush Green, ad est di Londra, dai genitori di Dave e Barbara, ed ha studiato alla Clockhouse Junior School.
Ha iniziato la sua carriera con la girlband Solid Harmonie, con cui ha registrato alcuni demo senza tuttavia pubblicare materiale. Jo abbandonò subito il gruppo e nel 1998, entrando nella band hip hop 2-4 Family con il suo amico Essence Woods; fu l'ultimo componente ad entrare nel gruppo e le venne assegnato il soprannome di Miss Jo. Il gruppo pubblicò il singolo di debutto Stay che ottenne un ottimo successo. Jo O'Meara però dopo questo primo singolo abbandonò il gruppo. Dopo il suo abbandono, il suo posto venne preso da un'altra ragazza di nome Joanna Biscardine.

### S Club 7
Nella sua adolescenza, Jo O'Meara frequentava un Pub a Ilford, dove un dirigente della 19 Entertainment le propose di unirsi ad un nuovo gruppo pop, gli S Club 7 e lei accettò.
Jo O'Meara con gli S Club pubblicò quattro album, una raccolta, e tredici singoli; fu uno dei membri più importanti del gruppo, uno dei membri che ha avuto maggior partecipazione nelle canzoni della band, così come nelle loro serie televisive (girate a Miami, Los Angeles, Hollywood e Spagna); al gruppo sono stati anche dedicati due spettacoli televisivi, "S Club 7 Go Wild" e "S Club 7 Don't Stop Movin'", e hanno realizzato il film "Seeing Double".
Durante le riprese di questo film, Jo O'Meara ebbe un infortunio alla schiena, questo la costrinse a restare fuori dal gruppo per un breve periodo, sostituita da Rachel Stevens per gli spettacoli live e per la televisione. Jo O'Meara tornò con gli S Club 7 a promuovere il film. Rimase con la band fino al loro scioglimento ufficiale nel 2003.

### Carriera da solista

#### Relentless
Jo O'Meara si prese una lunga pausa dal mondo musicale, si credeva che fosse dovuta alla guarigione del suo dorso, inoltre secondo quanto affermava un giornale scandalistico, nel periodo in cui a causa di problemi di schiena non era in grado di proseguire gli show con gli S Club era diventata dipendente dal gioco d'azzardo.
Poi, nel luglio 2005, Jo O'Meara annunciò di aver firmato un nuovo contratto discografico con la Sanctuary Records, etichetta che segue artisti come Morrissey, Kiss e Megadeth.
Il suo singolo di debutto, What Hurts the Most, è stato pubblicato il 26 settembre del 2005, e una settimana dopo seguì il suo album Relentless che però ebbe risultati di vendita piuttosto deludenti raggiungendo solamente la #47 in Regno Unito e la #82 in Irlanda. Jo O'Meara venne immediatamente licenziata dalla sua etichetta nonostante ci fosse in programma di pubblicare i brani Relentless e Wish I Was Over You come prossimi singoli.

### Attività recenti
Nel febbraio 2006 Jo ha preso parte al reality show della BBC "Just the Two of Us" dove ha cantato insieme all'attore Chris Fontana. 
Inoltre nel 2007 Partecipò al Celebrity Big Brother, dove venne accusata di razzismo e bullismo.
A partire dal 2008 Jo O'Meara iniziò un tour insieme Bradley McIntosh e Paul Cattermole che decisero di riunire gli S Club negli S Club 3.
Il 12 novembre 2008 durante una performance degli S Club 3 a Bradford, Jo O'Meara venne colpita da una bottiglia lanciata dal pubblico. L'incidente le causò un grave taglio alla testa e dovette venire ricoverata in ospedale. L'uomo che ha lanciato la bottiglia è stato successivamente arrestato dalla polizia e ha motivato il gesto con chiari riferimenti alla partecipazione della cantante a Celebrity Big Brother l'anno prima.
Nel 2012 collabora con i The Popes nella canzone "In A Broken Dream", contenuta nell'album del gruppo New Church.
Dal 2008 sono incominciate a circolare voci su un imminente secondo album della cantante, alcune di queste sono state confermate nonostante ad oggi non sia ancora stato pubblicato nulla.

## Discografia

### Da solista
Album in studio
- 2005 - Relentless

Singoli
- 2005 - What Hurts the Most

## Filmografia e Televisione
- 1999 - Miami 7
- 1999 - The Greatest Store in the World
- 2000 - LA 7
- 2001 - Hollywood 7
- 2002 - Viva S Club
- 2003 - Seeing Double
- 2006 - Just the Two of Us
- 2007 - Celebrity Big Brother